# Гаррісле
Гаррісле (нім. Harrislee) — громада в Німеччині, розташована в землі Шлезвіг-Гольштейн. Входить до складу району Шлезвіг-Фленсбург.
Площа — 18,92 км2. Населення становить 11 770 ос. (станом на 31 грудня 2020).